# Phryxe severa
Phryxe severa là một loài ruồi trong họ Tachinidae.